# Baudissin (Adelsgeschlecht)
Baudissin (Aussprache [ˈbaudɪsiːn]), auch Baudis, Bauditz, ist ein ursprünglich Oberlausitzer Adelsgeschlecht, das seit Anfang des 17. Jahrhunderts in Schleswig-Holstein ansässig wurde und in einem Zweig nach Dänemark ging. 1741 erfolgte die Erhebung der dänischen Linie in den Grafenstand.

## Geschichte

### Oberlausitz
Der Name ist erstmals am 10. März 1326 mit einem Johannes de Boudissin urkundlich erfasst. Das Geschlecht gehörte möglicherweise zur Ministerialität auf der Ortenburg in Bautzen. „Land Budissin“ war von 13. bis zum 15. Jahrhundert die Bezeichnung der Oberlausitz. Der Name leitet sich von der Hauptstadt Bautzen ab, die noch bis 1868 den offiziellen Namen Budissin trug. Um 1255 waren die brandenburgischen Markgrafen aus dem Haus der Askanier in den Besitz des Landes Budissin gelangt. Auf der Ortenburg setzten sie den Landvogt der Oberlausitz als Burggrafen und Landrichter und somit Stellvertreter des Landesherren ein. Nach dem Aussterben der brandenburgischen Askanier 1319 war der böhmische König Johann aus dem Hause Luxemburg von Kaiser Ludwig IV. mit dem Land Budissin belehnt worden und zur Zeit der Ersterwähnung des Johannes de Boudissin amtierte seit 1317 Christan von Gersdorff als Landvogt der Oberlausitz und sorgte für die Unterordnung der Oberlausitzer Stände unter den neuen Landesherrn. Johannes de Boudissin könnte damals zur Burgmannschaft gehört haben. Abweichend davon vermutet das Genealogische Handbuch des Adels von 1958 Klein-Bautzen bei Bautzen als namensgebenden Stammsitz der Baudissin, das jedoch erst 1419, nach dem Erwerb durch die Stadt, erstmals als Bawdessen erwähnt wird. In älterer Zeit schreibt sich die Familie auch Budiß, Budissin, Baudiß.
Spätestens im Jahre 1379 besaßen die Baudissin einen Teil des Dorfes Sollschwitz (damals „Sullschewizc“) als Stammsitz. Der andere Teil gehörte, seit der Belehnung durch Kaiser Karl IV. 1369, der Familie von Penzig. Ab 1430 waren beide Teile als Rittergüter immatrikuliert. Die „sichere Stammreihe“ der Familie beginnt mit dem 1455 beurkundeten Nickel v. Baudissin zu Solschwitz. Dieser beteiligte sich 1467 an der Belagerung von Hoyerswerda und wurde dafür (sowie für unberechtigtes Jagen im Taucherwald 1496) geächtet. Den Besitz Sollschwitz teilte sich die Familie bis etwa 1600 mit den von Penzig und gab ihn dann auf, als 1600 beide Rittergüter in die Hand des Heinrich von Luttitz übergingen. Weitere Oberlausitzer Besitzungen waren die Güter Luppa (oder Luppau) im 16. Jahrhundert sowie kurzzeitig Schmölln ab 1681. Anna und Christiane von Baudissin wurden 1554–76 nacheinander Äbtissinnen im katholischen Lausitzer Kloster St. Marienstern. Doch konvertierte die Familie in dieser Zeit zur evangelisch-lutherischen Konfession. Der letzte Oberlausitzer Zweig erlosch 1682 mit Wolf Sigismund von Baudissin auf Schmölln.

### Holstein

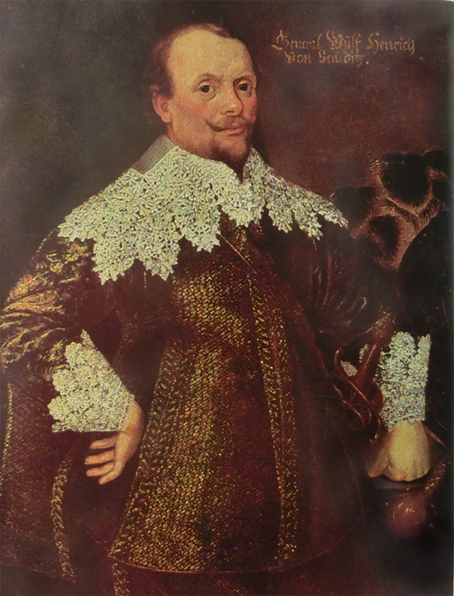
Wolf Heinrich von Baudissin (1579–1646), Feldmarschall

Seit 1633 gehören Träger des Namens v. Baudissin bzw. v. Bauditz auch der Holsteinischen Ritterschaft an, wo sie zur Gruppe der Recepti gehören. Als erster wurde der 1579 in Luppa geborene Wolf Heinrich von Baudissin, ein erfolgreicher Feldmarschall im Dreißigjährigen Krieg, aufgenommen, der 1633 Sophia von Rantzau (1620–1697), eine Tochter des Gerdt von Rantzau-Breitenburg, geheiratet hatte. Er stand nacheinander in dänischen, schwedischen und kursächsischen Diensten. Im Jahr 1635 schenkte ihm der Oldenburger Graf Anton Günther das Gut Neuenfelde bei Elsfleth. Wolf Heinrich starb jedoch auf seinem Gut Bellschwitz bei Rosenberg in Westpreußen.
Sein jüngerer Sohn Heinrich Günther (1641–1673) besaß die Güter Cronsburg und Rixdorf bei Kiel. Dessen älterer Sohn Hinrich Conrad (1661–1714) begründete die dänische Linie (von) Bauditz, der jüngere Wolf Heinrich (1671–1748) wurde 1741 zum Reichsgrafen erhoben und stiftete die schleswig-holsteinische Linie der Grafen von Baudissin. Letzterer heiratete Dorothee von Buchwaldt (1683–1709), die das Gut Knoop im Herzogtum Schleswig mit in die Ehe brachte. 1761 erwarb sein Sohn, Graf Heinrich Christoph von Baudissin das Gut Rantzau im Herzogtum Holstein und vereinte die Besitze Rixdorf, Knoop, Rantzau, Projensdorf (1750 erworben) und Lammershagen in seiner Hand. Durch seine Ehe mit Gräfin Susanna Magdalena Elisabeth von Zinzendorf-Pottendorf (1723–1785) kamen 1813 die österreichischen Besitzungen ihrer Familie an die Baudissin. Unter ihren Söhnen Heinrich Friedrich und Carl Ludwig teilte sich das Geschlecht Ende des 18. Jahrhunderts in die Linien Knoop (mit Rixdorf, Tram, Tresdorf, Pronstorf, Uhlenhorst und Neu Nordsee) sowie Rantzau (mit Lammershagen und den österreichischen Gütern).
Heinrich Friedrichs wohlhabende Frau, die Schriftstellerin Caroline von Schimmelmann (1759–1826), entschuldete Knoop, ließ dort die alte Wasserburg abreißen und das klassizistische Herrenhaus errichten. Ihre Söhne waren Friedrich Carl (auf Knoop), Christian Carl und Joseph Franz (bis 1838 auf Projensdorf, ab 1840 auf Borstel). 1869 wurde Knoop durch Eduard von Baudissin verkauft, nicht zuletzt aufgrund der von seiner Großmutter Caroline hinterlassenen Spielschulden. Christian Carls Sohn Wolf Friedrich Ottomar heiratete 1842 Théonie von Mesmer-Saldern (1817–1855), deren Bruder Aimé von Mesmer-Saldern das Gut Schierensee 1889 an seinen Neffen vererbte. 1968 verkauften dessen Nachfahren es an den Verleger Axel Springer und erwarben dafür das Gut Augustenhof bei Osdorf. Borstel war schon 1930 veräußert worden.
Carl Ludwigs dritter Sohn, Heinrich August Graf von Baudissin-Zinzendorf-Pottendorf (1795–1834), auf Rantzau, erbte 1813 von seinem Großonkel Graf Karl von Zinzendorf dessen niederösterreichische Herrschaften Karlstetten, Doppel und Wasserburg. Er fügte seinem Namen 1816 den Namen und das Wappen derer von Zinzendorf-Pottendorf hinzu und wurde mit dem Oberstlandjägermeisteramt im Land unter der Enns belehnt. Die österreichischen Güter wurden 1912 verkauft und das Gut Rantzau als letzter der alten Familienbesitze ab 1965 nach und nach veräußert.

Herrenhäuser
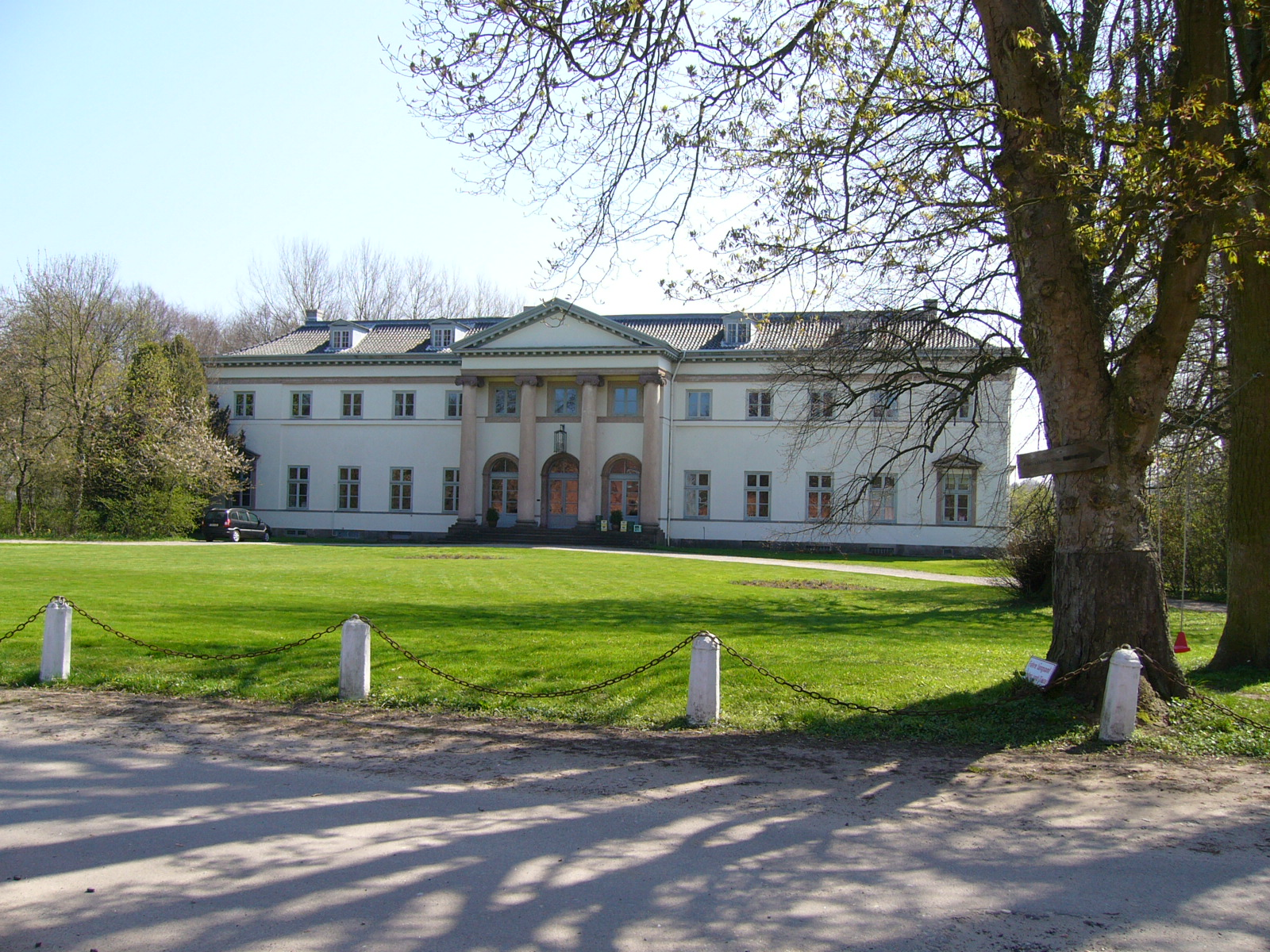
Knoop
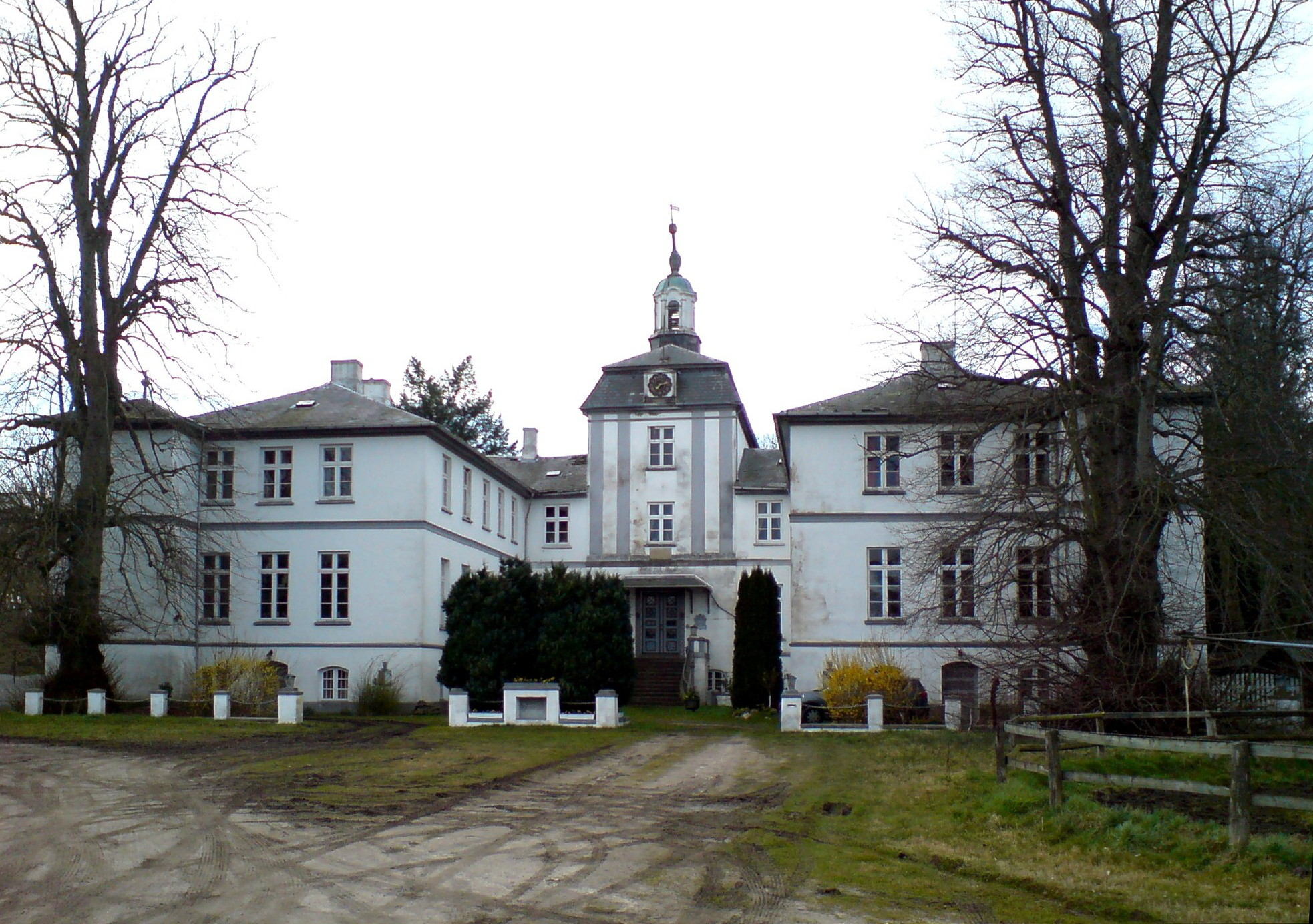
Rantzau
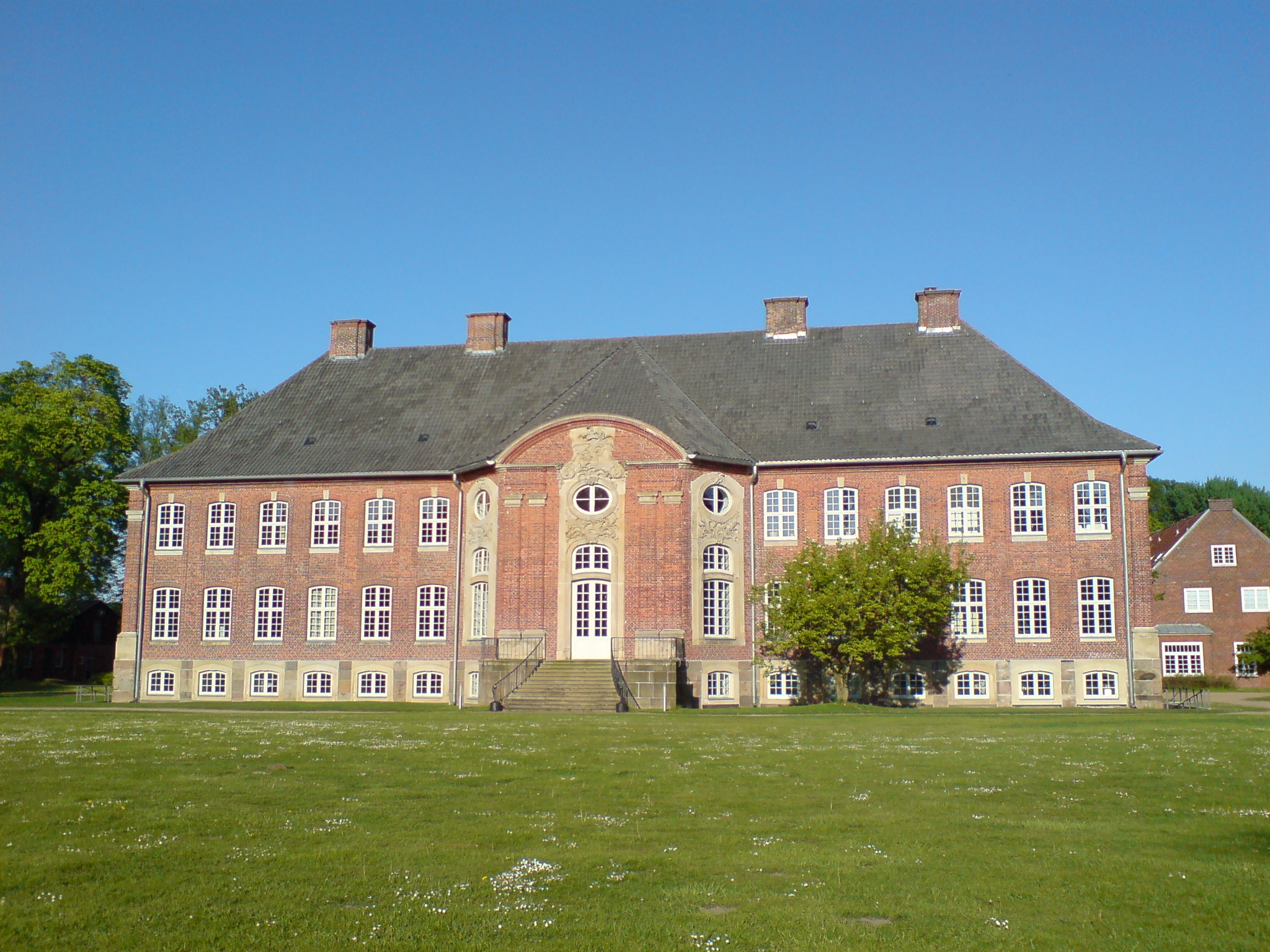
Borstel

## Standeserhebung
Die Erhebung in den Reichsgrafenstand erfolgte durch Diplom des sächsischen Kurfürsten Friedrich August II. (in seiner Eigenschaft als Reichsvikar) vom 28. Februar 1741 für Wolf Heinrich von Baudissin (1671–1748), kursächsischen Kabinettsminister und General, und seine Nachkommen.
Der dänische Zweig Bauditz wird im dänischen Adelsverzeichnis Danmarks Adels Aarbog in diversen Ausgaben von 1909 bis 1959 aufgeführt als Angehörige des dänischen Adels.

## Wappen
Das Stammwappen zeigt in Blau drei silberne Hifthörner mit goldener Spitze und Rand, im Dreipass (Triskele) zusammengestellt. Helmzier und Helmdecke: auf blau-silber bewulstetem Bügelhelm mit ebensolchen Decken drei Straußenfedern – silbern, blau, silbern.
Das 1741 verliehene gräfliche Wappen zeigt in einem roten quadrierten Schild das (goldgeränderte) Stammwappen als Herzschild. Im ersten und vierten Feld zwei silberne Flügel, mit den Achseln nicht zusammenhängend, dazwischen oben ein goldener Stern. Im zweiten und dritten Feld ein geharnischter rechts gekehrter Mannesarm mit Achselschienen und mit geschwungenem Schwert in der bloßen Faust. Auf dem Schild ruht eine Grafenkrone mit neun Perlen, über der drei gekrönte Helme stehen. Auf der Krone des mittleren drei blaue Straußenfedern, auf der des rechten die Flügel mit dem Stern und auf der des linken der Arm mit dem Schwert. Die Decken des mittleren Helmes sind blau und silbern, die der beiden andern rot und silbern. Schildhalter: zwei silbern bewehrte, widersehende schwarze Greife.
Das mit den Zinzendorf vereinte Wappen von 1816 ist ähnlich, doch ist der Herzschild gespalten und zeigt rechts die Hifthörner, und ist links von Schwarz und Silber gespalten (für das Stammwappen Zinzendorf, doch ist deren Stammwappen eigentlich geviert). Ein vierter Helm mit schwarz-silbernen Decken ist an dritter Stelle eingeschoben, darauf zwei von Schwarz und Silber gevierte Büffelhörner (Stammwappenhelm Zinzendorf), an denen ein golden beschlagenes, rot bebandetes schwarzes Hifthorn hängt (Erblandjägermeisteramt in Österreich unter der Enns).
Vom Familienwappen abgeleitet ist das Gemeindewappen von Karlstetten.

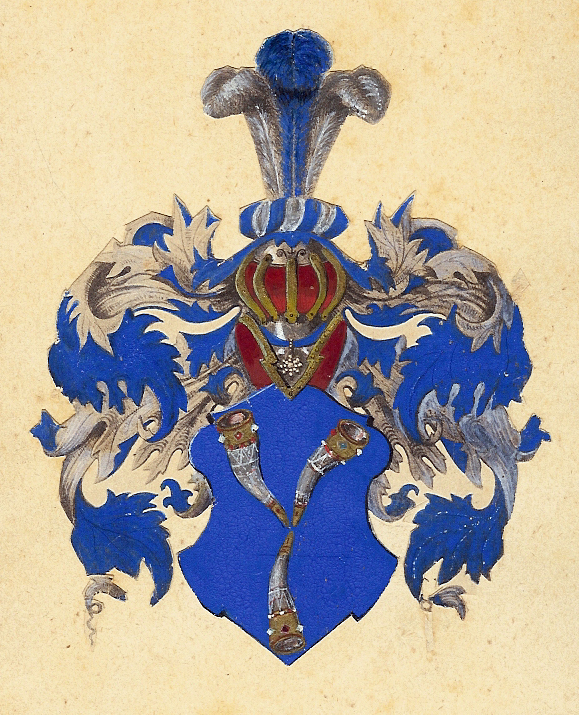
Stammwappen
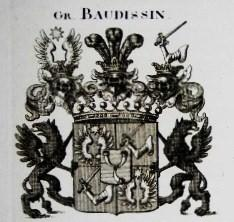
Gräfliches Wappen (1741)
Gräfliches Wappen (1741) in Farbe
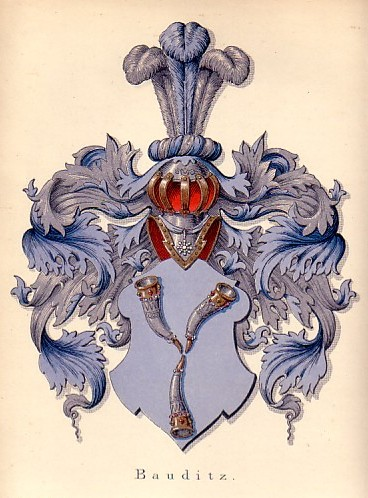
Wappen der dänischen Bauditz
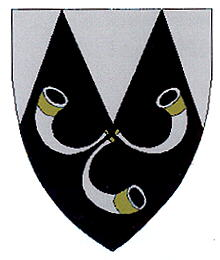
Gemeindewappen Karlstetten

## Bekannte Namensträger

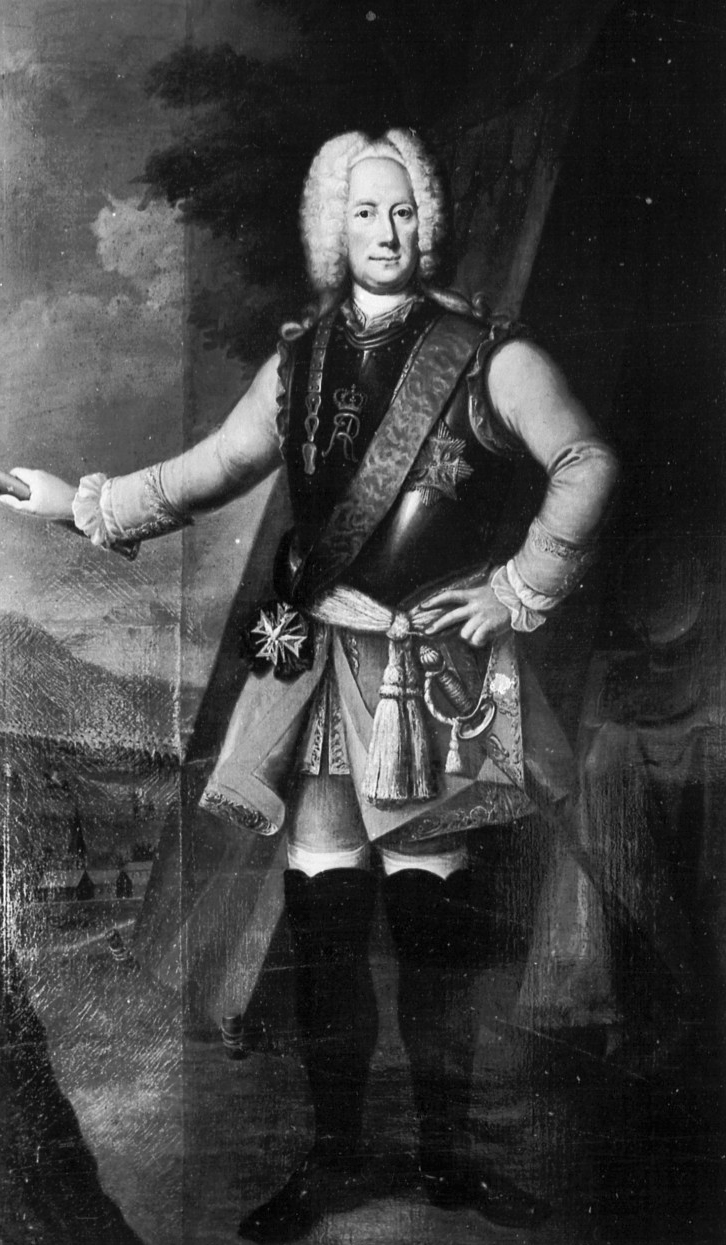
Wolf Heinrich von Baudissin (1671–1748), kursächsischer Kabinettsminister und General (1671–1748), erster Graf

- Wolf Heinrich von Baudissin (1579–1646), 1631 im schwed. Dienst, General, Feldmarschall im Dreißigjährigen Krieg
- Gustav Adolf von Baudissin (1626–1695), königlich dänischer Generalmajor, Oldenburger Geheimrat und Unternehmer
- Heinrich Günther von Baudissin (1636–1673), Amtmann von Gottorp und herzoglicher Hofmarschall
- Hinrich Conrad Bauditz (um 1662–1715), Ingenieuroffizier und Porträtmaler
- Wolf Heinrich von Baudissin (1671–1748), kursächsischer Kabinettsminister und General im Großen Nordischen Krieg
- Heinrich Christoph von Baudissin (1709–1786), kursächsischer General der Infanterie, Gouverneur von Dresden und der Festung Königstein
- Heinrich Friedrich von Baudissin (1753–1818), dänischer Botschafter in Berlin
- Carl Ludwig von Baudissin (1756–1814), dänischer Generalleutnant, Gouverneur von Kopenhagen
- Caroline Adelheid Cornelia von Baudissin, (geb. von Schimmelmann; 1759–1826), deutsche Schriftstellerin und Tochter von Heinrich Carl von Schimmelmann
- Henriette Caroline Elisabeth von Baudissin (1777–1864), geboren in Gut Knoop, Ehefrau des Besitzers der Güter Eckhof, Alt-Bülk und Neu-Bülk
- Wolf Heinrich von Baudissin (1789–1878), deutscher Diplomat in dänischen Diensten, Schriftsteller und Übersetzer
- Otto Friedrich Magnus von Baudissin (1792–1865), Oberst im Dänisch-Schleswig-Holsteinischen Krieg
- Hermann von Baudissin (1798–1891), Ehemann von Ida Gräfin von Baudissin
- Thekla von Baudissin (Pseudonym: Tante Ernestine; 1812–1885), deutsche Schriftstellerin
- Wolf Friedrich Ottomar von Baudissin (1812–1887), Königlich dänischer Gerichtsoffizier, kaiserlicher deutscher Postdirektor und Schriftsteller
- Ida Gräfin von Baudissin, geb. Kohl (1814–1888), Schriftstellerin
- Ulrich von Baudissin (1816–1893), deutscher Schriftsteller und Maler
- Asta Sophie Charlotte von Baudissin (verh. Heiberg; 1817–1904), deutsche Schriftstellerin
- Sophie von Baudissin (Pseudonym: Tante Aurelie; 1817–1894), deutsche Schriftstellerin
- Adelbert Heinrich von Baudissin (1820–1871), deutscher Schriftsteller, Journalist und Verleger
- Adalbert Heinrich Friedrich von Baudissin (1821–1875), auf Borstel, deutscher Verwaltungsjurist, Landdrost der Herrschaft Pinneberg
- Eduard von Baudissin (1823–1883), deutscher Politiker und Mitglied des Reichstages
- Traugott von Baudissin (1831–1905), deutscher Verwaltungsjurist und Regierungsbeamter, ehem. Regierungspräsident in Magdeburg
- Nikolaus von Baudissin (1838–1917), Landrat in Pommern
- Wolf Wilhelm von Baudissin (1847–1926), deutscher Theologe, Autor und Professor in Marburg, Sohn von Hermann Wilhelm und Ida
- Friedrich von Baudissin (1852–1921), Admiral, Chef des Admiralstabs der Kaiserlichen Marine
- Ernst Ulrich von Baudissin (1855–1916), deutscher Kapitän zur See
- Ida Luise Gräfin von Baudissin (1860–),
- Joseph Ernst Graf von Baudissin (1861–1940), Politiker, Mitglied des preuß. Abgeordnetenhauses
- Juliane (Julia) Charlotte von Baudissin (* 1867), deutsche Übersetzerin
- Wolf Ernst Hugo Emil von Baudissin (Pseudonym: Freiherr v. Schlicht; Günther Graf Rosenhagen: 1867–1926), deutscher Militär und Schriftsteller
- Annie von Baudissin (Pseudonym: A. von Bauer; 1868–1915), deutsche Schriftstellerin
- Eva von Baudissin (geb. Eva Fanny Bernhardine Türk) (1869–1943), deutsche Schriftstellerin, Übersetzerin
- Theodor von Baudissin (1874–1950), deutscher Verwaltungsjurist
- Klaus Graf von Baudissin, (auch von B.; 1891–1961), Nationalsozialist, SS-Offizier seit 1938, einer von drei Gestaltern der NS-Ausstellung „Entartete Kunst“, Direktor des Museum Folkwang in Essen
- Wolf von Baudissin (1907–1993), deutscher Generalleutnant und Friedensforscher
- Georg von Baudissin (1910–1992), deutscher Jurist und Diplomat
- Georg von Baudissin (Verleger) (1943–2012), deutscher Journalist und Verleger
- Christian Baudissin (* 1956), deutscher Filmemacher
- nach Karl von Zinzendorf begründete sich die Nebenlinie Baudissin-Zinzendorf:
  - Ute von Baudissin-Zinzendorf, Autorin, geographische Schriften
  - Wolf von Baudissin-Zinzendorf († 1849), österreichischer Offizier

Dänischer Zweig:
- Hinrich Conrad Bauditz, Ingenieuroffizier und Portraitmaler (1661–1714), Stammvater der dänischen Bauditz
- Adolph August Bauditz (1696–1763), Oberförster des Herzogs Friedrich Karl von Schleswig-Holstein-Sonderburg-Plön, Sohn von Hinrich Conrad
- Carl Bauditz (1741–1816), dänischer Generalleutnant, Sohn von Adolph August
- Ferdinand Christian Fürchtegott Bauditz (1778–1849), dänischer Generalmajor à la suite, Sohn von Carl
- Carl Gustav Heinrich Bauditz (1780–1849), dänischer Generalmajor der Artillerie, Sohn von Carl
- Christian Bauditz (1815–1909), dänischer Generalleutnant
- Peter von Bauditz (1817–1864), dänischer Offizier und Bildhauer, Sohn von Carl Gustav Heinrich
- Sophus Bauditz (1850–1915), dänischer Pädagoge, Autor und Dramatiker, Neffe von Peter